# Давидівка (Воронезька область)
Давидівка (рос. Давыдовка) — робітниче селище у Лискинському районі Воронезької області Російської Федерації.
Населення становить 4994 особи. Входить до складу муніципального утворення Давидовське міське поселення.

## Історія
Населений пункт розташований у межах українського етнічного та культурного регіону Східної Слобожанщини. До Перших визвольних змагань належав до Воронезької губернії.
Від 1928 року належить до Лискинського району, спочатку в складі Центрально-Чорноземної області, а від 1934 року — Воронезької області.
Згідно із законом від 15 жовтня 2004 року входить до складу муніципального утворення Давидовське міське поселення.

## Населення
| 1959  | 1970  | 1979  | 1989  | 2002  | 2009  | 2010  |
| ----- | ----- | ----- | ----- | ----- | ----- | ----- |
| 5622  | ↗6176 | ↗6540 | ↘6207 | ↘5923 | ↘5453 | ↗5633 |
| 2012  | 2013  | 2014  | 2015  | 2016  | 2017  | 2018  |
| ↘5539 | ↘5457 | ↘5381 | ↘5258 | ↘5168 | ↘5059 | ↘4994 |